# 哈賈拉斯瓦德
哈賈拉斯瓦德（羅馬化：al-Ḥajaru l-Aswad，直译：「黑石頭」）是敘利亞西南部的城市，隸屬大馬士革郊區省，距離首都大馬士革以南4（2.5英里）。
根據敘利亞2004年的人口普查，該城共有84,948人，全國排名第13位。

## 歷史
在2012年6月26日敘利亞内戰期間，該城因有反阿薩的聲音而發生鬥爭，其中不少支持者是來自戈蘭高地的難民。該城曾經由自由敘利亞軍控制過，但到7月27日恢復政府控制。到10月30日，該城再次發生爭鬥，而且擴散至鄰近的雅爾矛克難民營。在11月19日，反對派人士控制了該城的軍事基地，是他們控制的基地之中，最接近大馬士革的。
到2014年1月，有報道表示該區的反對派人士開始離開部分城鎮，聚集於他們的重鎮，包括哈賈拉斯瓦德。翌年，該城受伊斯蘭國影響，發生了不少襲擊。伊斯蘭國甚至控制了該城的部分區份，並輔助了他們對雅爾矛克難民營的攻勢。
在2018年5月1日，敘利亞阿拉伯軍開始了對該城的攻勢，並於5月16日奪回控制。不過，附近的雅爾矛克難民營就仍然由伊斯蘭國控制。

## 流行文化
2022年，中國電影《家園行動》有部分片段在哈賈拉斯瓦德拍攝。該電影講述2015年時，中方撤離數百名中國公民離開也門的事發經過。